# یواس‌اس هارت (دی‌دی-۱۱۰)
یواس‌اس هارت (دی‌دی-۱۱۰) (به انگلیسی: USS Hart (DD-110)) یک کشتی بود که طول آن ۹۵٫۸۳ متر (۳۱۴٫۴ فوت) بود. این کشتی در سال ۱۹۱۸ ساخته شد.